# Schrägaufzug Seebrücke Sellin
| Schrägaufzug                                                                 |          |             |        |
| Streckenlänge:                                                               | 0,032 km |             |        |
| Spurweite:                                                                   | 1500 mm  |             |        |
| Maximale Neigung:                                                            | 649 ‰    |             |        |
| Streckengeschwindigkeit:                                                     | 1,8 km/h |             |        |
|                                                                              |          |             |        |
| \| \| 0,000 \| Bergstation \| (17 m) \| \| \| 0,032 \| Seebrücke \| (0 m) \| |          |             |        |
| Haltepunkt / Haltestelle Streckenanfang                                      | 0,000    | Bergstation | (17 m) |
| Haltepunkt / Haltestelle Streckenende                                        | 0,032    | Seebrücke   | (0 m)  |

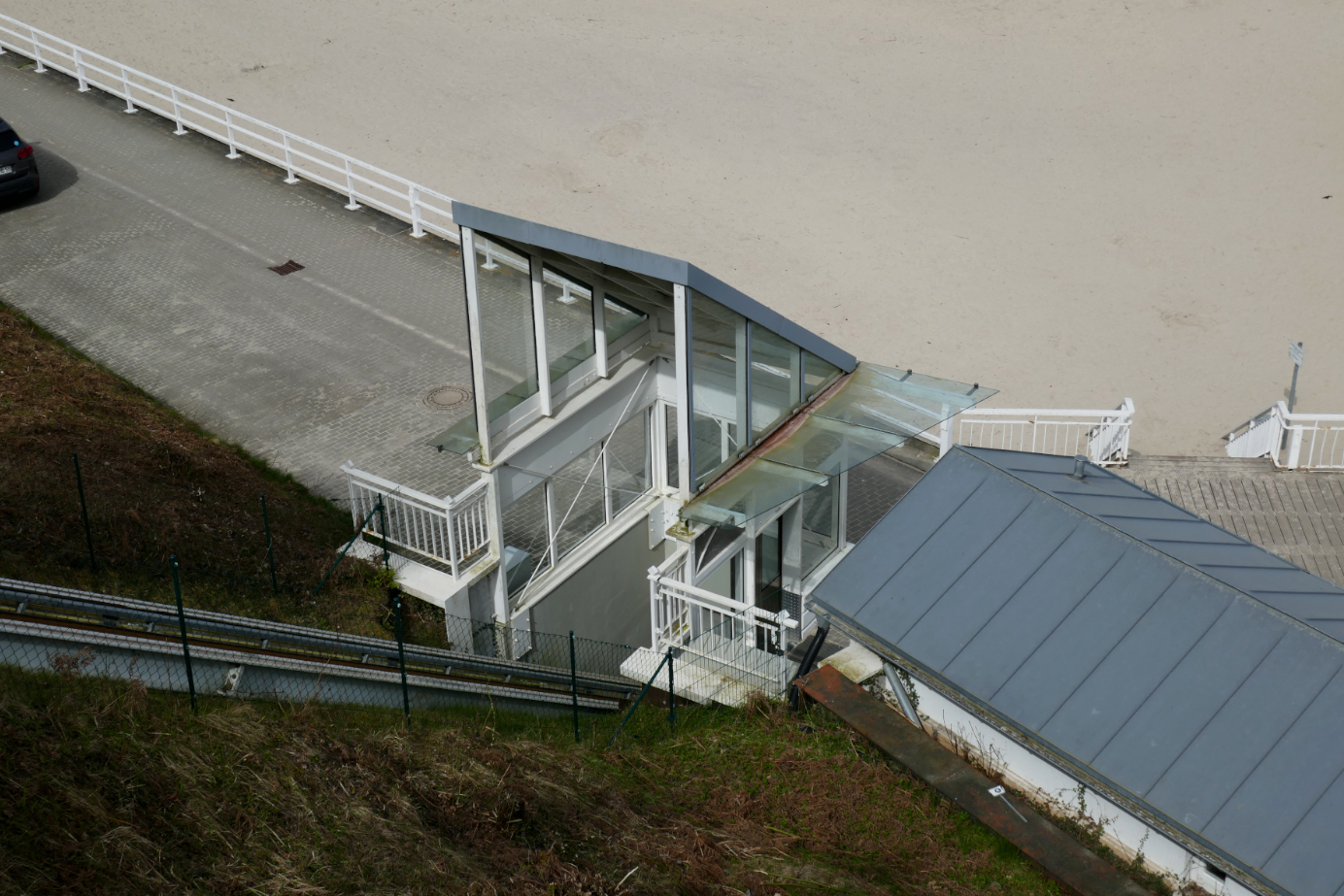
Talstation des Schrägaufzuges

Der Schrägaufzug Seebrücke Sellin befindet sich am Ostseestrand des Seebades Sellin in Mecklenburg-Vorpommern.

## Lage
Der Schrägaufzug verbindet die Seebrücke Sellin mit dem höher gelegenen Kurviertel des Ortes. Er wurde direkt neben der sogenannten Himmelsleiter mit ihren 85 Stufen erbaut, um ohne Treppenstufen das Ufer zu erreichen. Die Benutzung des Aufzugs ist kostenlos.
Der Aufzug hat eine Länge von 32 Metern und überwindet eine Höhendifferenz von 17 Metern. Er wurde im Jahr 2003 von der Firma ABS Transportbahnen errichtet.

## Technik
Der Schrägaufzug fährt auf HEB-Profil-Schienen mit einer Spurweite von 1500 mm mit einer Neigung von 33°. Er hat eine maximale Geschwindigkeit von 0,5 Metern pro Sekunde. Seine 25 Personen fassende Kabine hat eine maximale Verkehrsleistung von bis zu 360 Personen pro Stunde und Richtung.